# 76P/Веста — Когоутека — Икемуры
Комета Веста — Когоутека — Икемуры (76P/West-Kohoutek-Ikemura) — короткопериодическая комета из семейства Юпитера, которая была запечатлена на фотопластинке 15 октября 1974 года и в дальнейшем открыта тремя астрономами: датчанином Ричардом Вестом в ESO, чехом Лубошем Когоутеком в Гамбургской обсерватории и японцем Тосихико Икемурой в Синсиро (префектура Айти, Япония). Обладает довольно коротким периодом обращения вокруг Солнца — 6,47 года.

Орбита кометы Веста — Когоутека — Икемуры и её положение в Солнечной системе

## История открытия
История открытия этой кометы довольно необычна. Первоначально её обнаружил в январе 1975 года датский астроном Ричард Вест на фотопластинке, отснятой 15 октября 1974. Комета была описана как диффузный объект 12m звёздной величины. После обнаружения начались поиски кометы, но поскольку она была зафиксирована лишь на одной фотопластинке, обнаружить её не удалось, и комета некоторое время считалось утерянной.
Второй раз комета была обнаружена в конце февраля 1975 года уже чешским астрономом Лубошем Когоутеком на фотопластинке, отснятой 9 февраля 1975. Поскольку направление движения определить было затруднительно, он начал искать её сразу в двух направлениях: на юго-западе и северо-востоке от точки, в которой она находилась 9 февраля. В итоге комета была найдена им 27 февраля на юго-западе в виде диффузного объекта 13m звёздной величины. 2 марта из Японии от Тосихико Икемуры пришло сообщение, где говорилось, что он не смог обнаружить комету в рассчитанной Когоутеком точке, но обнаружил её северо-западнее того положения, которое она занимала 27 февраля. Как оказалось, комета двигалась в противоположную сторону. Он оценил её как объект 12m звёздной величины.
Однако когда американский астроном Брайан Марсден изучал февральские фотоснимки, он сразу отметил, что если проследить положение обнаруженной Икемурой кометы в обратном направлении, то её положение точно совпадёт с положением кометы, которую Когоутек обнаружил 27 февраля. Таким образом, на фотографиях от 9 февраля, полученных Когоутеком, была запечатлена совсем другая комета, которая вскоре стала известна как 75D/Когоутека.
Дополнительные снимки кометы Когоутека — Икемуры были получены сразу из нескольких обсерваторий в течение следующей недели. Уже 3 марта японскими астрономами K. Хурукавой и T. Хираямой были получены первые расчёты параболической орбиты, согласно которым точку своего перигелия, располагающегося на расстоянии до 0,940 а. е. от Солнца, комета должна была пройти 23 марта 1975 года, по орбите, наклонённой к плоскости эклиптики на 13 °. После нескольких наблюдений Марсден начал производить свои вычисления орбиты и вскоре обнаружил, что положение кометы 15 октября идентично тем, которые имела комета на фотопластинке, полученной в тот же день Ричардом Вестом. После этого комета официально стала называться кометой Веста — Когоутека — Икемуры.

## История наблюдений
Чуть позже, 7 марта, Марсден первым установил, что комета движется по эллиптической орбите. Объединив все известные положения кометы с октября по март, он также сделал вывод, что в марте 1972 года комета прошла всего 0,01 а. е. от Юпитера. Согласно уточнённым расчётам американского астронома-любителя Гэри Кронка, сближение с Юпитером произошло 22 марта на дистанции 0,012 а. е.; до этого комета двигалась по эллиптической орбите с периодом около 30 лет и с перигелием 4,78 а. е.
Незадолго до прохождения перигелия в 1981 году комета была восстановлена 12 ноября 1980 года немецким астрономом Г.-Э. Шустером. В тот раз условия для наблюдения были весьма неблагоприятными — максимальная яркость кометы составила лишь 17m.
Комету также наблюдали во время её возвращений в 1987 и 1993 годах, в последнем её яркость достигла 13m звёздной величины.
Во время очередного возвращения 5 июня 2000 года комета испытала очень тесное сближение с Марсом, в ходе которого минимальная дистанция до планеты составила всего 0,04215 а. е. (6,3225 млн км). Хотя во время максимального сближения с Землёй комета была достаточно яркой даже для наблюдения в любительские телескопы, наблюдать сближение с Марсом не удалось не только любителям, но и профессиональным астрономам, поскольку тогда комета располагалась всего в 7 ° от Солнца.
В следующий раз — 30 августа 2006 года — наблюдения, проведённые британским астрономом Питером Бёртуислом (англ. Peter Birtwhistle) в обсерватории Great Shefford в Западном Беркшире, позволили установить яркость ядра кометы, которая составила 18,8m звёздной величины.